# Vanellus tricolor
La avefría tricolor (Vanellus tricolor)
 es una especie de ave charadriforme de la familia Charadriidae. Se distribuye en la mayor parte de Australia y Tasmania aunque está ausente en el tercio norte del continente.

## Descripción
Se caracteriza por un gorro negro, una lista ocular blanca, una banda de color negro alrededor del pecho y la garganta blanca. Los ojos son de color amarillo rodeados por un anillo ocular del mismo color; el pico es amarillo con una pequeña carúncula roja en la base. Las alas son de color marrón, el vientre es blanco y las patas son de color rojizo.